# حصارک بالا
حصارک محله‌ای است که در شمال غرب کرج و در منطقه ۵ شهرداری کرج واقع شده‌است.

## جایگاه جغرافیایی و شهری
این محله از از شمال به بلوار سربازان گمنام، از جنوب به خیابان شهید بهشتی (جاده قدیم قزوین)، از شرق به خیابان قلم و از غرب به بلوار خوارزمی منتهی می‌شود. حصارک بالا از غرب به خارج از کرج (پیشاهنگی)، از شرق به محله گوهردشت، از شمال به محله شاهین ویلا محدود می‌شود.

## بوم شناسی
حصارک از لحاظ فرهنگی تقریباً دارای فرهنگی واحد و تعریف شده است و دارای امکانات فرهنگی و کانون های آموزشی است. مدارس گوناگون و کانون های دانشگاهی به ویژه دانشکده تربیت معلم به پیشرفت فرهنگ و منش اجتماعی این منطقه افزوده است.

مردمان حصارک , از اقوام مختلف فارس بوده که پیشینهٔ تاریخی آنها نیز بالاست. هر چند جمعیت این منطقه از اقوام مختلف فارس تشکیل شده ولی بر اساس قدمت و تمدن سرزمین، فرهنگی واحد به چشم می‌خورد. شاید بتوان گفت بیشتر باشندگان حصارک ، هم میهنان تات بوده و البته از قومیت های دیگر ایران نیز به مانند یزدی، کرمانی، اصفهانی ،  و... نیز دیده می‌شود.امروز بیشتر مردم حصارک را ترک زبانان آذربایجان و زنجانی قزوینی همدانی.. تشکیل می‌دهند که در خیابان ها زبان ترکی مورد استفاده قرار میگرد 

## مراکز علمی پژوهشی

### مؤسسه تحقیقات واکسن و سرم‌سازی رازی

دانشگاه خوارزمی حصارک

مؤسسه تحقیقات واکسن و سرم‌سازی رازی قدیمی‌ترین مؤسسه فعال در زمینهٔ تولید واکسن در ایران است. این مؤسسه که در منطقه حصارک از استان البرز ایران قرار دارد، سالانه بیش از سه و نیم میلیارد دز انواع فراورده‌های بیولوژیک تولید می‌کند.

این مؤسسه در مسیر جاده قدیم قزوین که اکنون به خیابان شهید بهشتی (کرج) تغییر نام یافته قرار دارد. این مسیر خود قسمتی از جاده ابریشم است که بین شهرهای قزوین و ری واقع شده‌است. مؤسسه مزبور در دوران قاجاریه به عنوان مرکز درمان اسبان، اسواران، پیکها و دام‌ها مورد استفاده داشته‌است. بعد از جنگ جهانی اول، به واسطه عهدنامه ترکمانچای، مملکت محروسه قجری دچار قحطی و بیماری‌های واگیردار گسترده‌ای در مردم و احشام گردید که درمان این امراض سبب تأسیس مؤسسه پاستور و سپس "مؤسسه دفع آفات حیوانی و سرم‌سازی ایران" گردید، که بعدها به دستور رضاشاه کبیر به "بنگاه سرم‌سازی رازی" و سپس به "مؤسسه تحقیقات واکسن و سرم‌سازی رازی" تغییر نام یافت.

فعالیت اولیه مرکز روی طاعون گاوی متمرکز بود اما بعداً به تولید انواع واکسن‌ها و سرم‌های دارای کاربرد پزشکی و دامپزشکی گسترش یافت. در پی جنگ جهانی دوم، مؤسسه چند سالی به اشغال نیروهای ارتش سرخ درآمد و ایشان چند باب بنای با کاربرد نظامی در مؤسسه ساختند.

دانشگاه خوارزمی یکی از دانشگاه‌های دولتی و وابسته به وزارت علوم، تحقیقات و فناوری ایران است که به‌نام محمد بن موسی خوارزمی دانشمند بزرگ ایرانی نامگذاری شده‌است. سابقهٔ تأسیس این دانشگاه به‌سال ۱۲۹۷ خورشیدی بازمی‌گردد و جز قدیمی‌ترین دانشگاه های ایران محسوب می‌شود.
این دانشگاه چند بار تغییر نام داده و پردیسی در کرج به آن افزوده شده‌است. در حال حاضر دانشگاه خوارزمی در رشته‌های مختلف علوم پایه، انسانی، تربیتی و مهندسی در مقاطع مختلف از کارشناسی تا دکتری دانشجو می‌پذیرد.
نام این دانشگاه در سال ۱۳۱۲ از دارالمعلمین عالی به دانشسرای عالی و در سال ۱۳۵۳ به دانشگاه تربیت معلم تغییر کرد. تغییر نام این دانشگاه به دانشگاه خوارزمی در سال ۸۱ و ۸۲ در شورای گسترش آموزش عالی وزارت علوم به‌تصویب رسید و از بهمن ۱۳۹۰ دانشگاه رسماً به دانشگاه خوارزمی تغییر نام یافت.
دانشکده فنی و مهندسی این دانشگاه همواره جز برترین دانشکده های دانشگاه خوارزمی محسوب میشود به‌طوری که در دو سال۹۸ - ۱۳۹۷ بعنوان برترین دانشکده دانشگاه خوارزمی انتخاب شد.

## خیابان‌ها و بلوارهای اصلی
از خیابان‌های اصلی می‌توان به شهید بهشتی، شهید رجایی، خوارزمی، قلم، سربازان گمنام، ازادی، امام خمینی، آقارضایی،کاوه، خوشبوئی، خراسانی، محمدی، ساسانی اشاره کرد.
این منطقه با وجود پتانسیل های خوب مردمی، به علت دوری از مرکز شهرستان کرج و موارد دیگر، به یکی از مناطقی که دچار آسیب های اجتماعی است تبدیل شده است، عدم نظارت مناسب مسئولین امنیتی و نظامی و انتظامی روی این منطقه باعث شده است تا موارد سنتی مانند زورگیری، باج گیری، دعواهای محلی و... در این منطقه رواج پیدا کند. به طور معمول این طور مناطق دور از مرکز از کمترین کنترل نظارت و حمایت مسئولان برخوردار هستند. فقر ساکنین، بیکاری و معضلات مهندسی شهری از دیگر مشکلات این منطقه می باشد

## اماکن شاخص
- دانشگاه خوارزمی
- مؤسسه تحقیقات واکسن و سرم‌سازی رازی
- بیمارستان قلب شهید رجایی
- دانشگاه فنی حرفه ای کرج [۵]
- بیمارستان کوثر
- مجتمع تجاری البرز مال [۶]